# マーセリスボー宮殿
マーセリスボー宮殿あるいはマーセリスボー城 (Marselisborg Slot) はデンマーク・オーフスに位置するデンマーク王室によって利用される宮殿。

## 概要

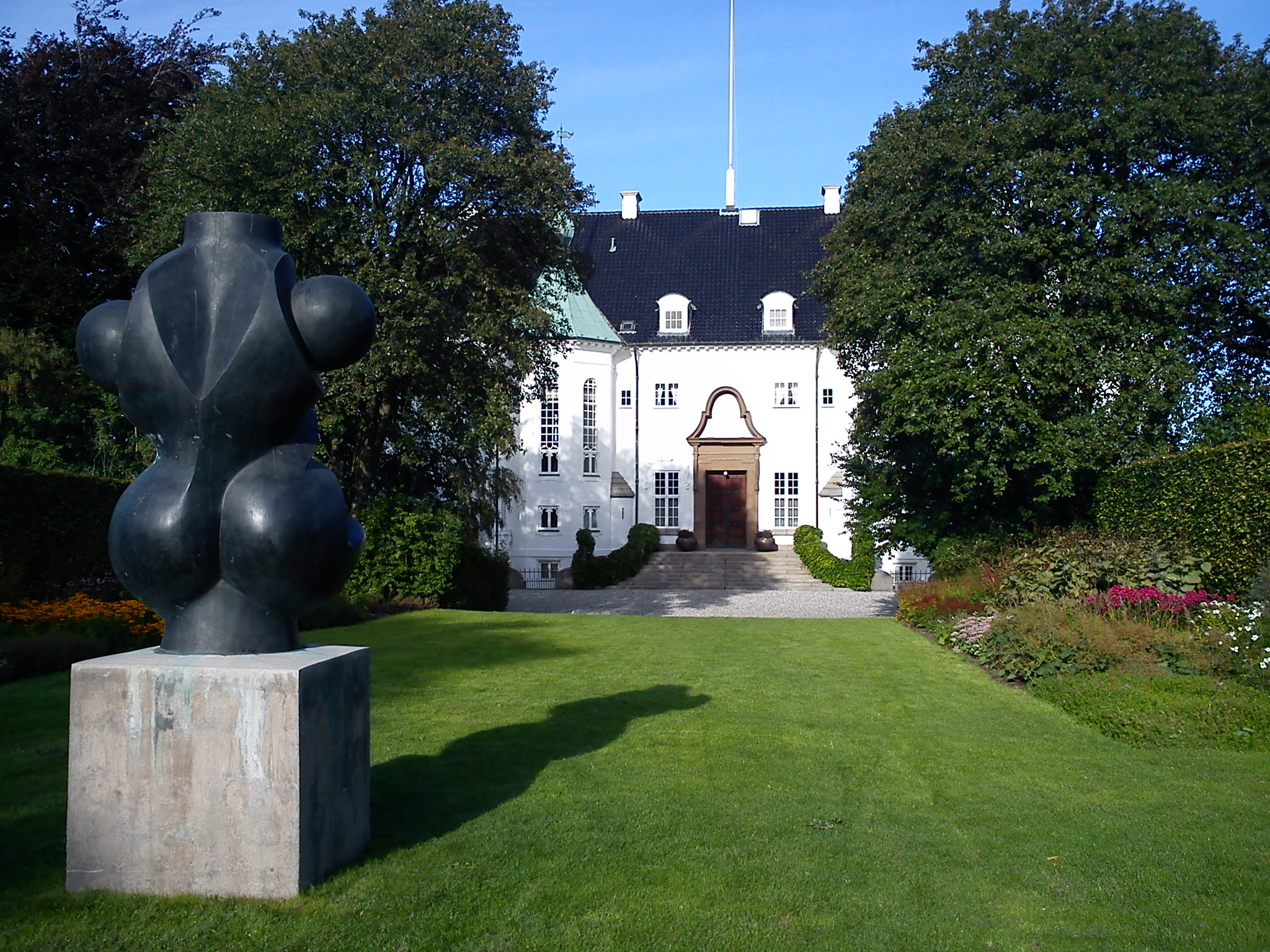
マーセリスボー宮殿正面

マーセリスボーの名はConstantin Marselisに由来する。かつてはマーセリスの荘園であったが、のちにはクリスチャン5世やウルリク・クリスチャン・ギルデンレーヴェなどが所有する土地の一部となった。マーセリスボーの土地は1896年に、オーフス市によって買い取られ、1898年に、当時王子であったクリスチャン10世とアレクサンドリーネ妃の結婚の祝いとしてその一部が献上された。結婚祝いの土地と共に宮殿が贈られている。2020年現在にも続くこの宮殿は建築家ハック・カンプマンによって、1899年から1902年にかけ建築された。
1967年、クリスチャン10世の次の王であるフレゼリク9世は王女マルグレーテ（マルグレーテ2世）にこの宮殿を贈った。クリスチャン10世とアレクサンドリーネにより夏の居所としてつかわれていた宮殿は、マルグレーテ2世と王配ヘンリックへとその主が代わっても夏の邸宅として利用されるだけではなく、クリスマス休暇を過ごす場所などとして利用される。
マーセリスボー宮殿には約13ヘクタールの庭園があり、造園家のL. Christian Diederichsenにより伝統的な英国風にデザインされたこの庭園には30点を超える彫刻作品のほか、ハーブ園、バラ園などが存在する。
一般の訪問者は王族が利用していない期間に限り敷地を訪れることができるが、宮殿は公開されていない。